# Реле тиску
Реле́ ти́ску (рос. реле давления; англ. pressure switch, pressure relay; нім. Druckschalter m) — пристрій, призначений для подання сигналу після того, як тиск робочого середовища досягне заданого значення.

## Загальний опис
Механічне реле тиску рідини або газу, засноване на механічному принципі дії, використовують як врівноважування тиску стовпом рідини (рідинні контактні манометри, «кільцеві ваги») або вантажем (дзвонові контактні манометри), так і сили реакції пружних елементів (плоских, гофрованих або м'яких мембран), сильфон, трубчастих пружин — одно і багатогілкові).
Механічні реле тиску акустичного принципу дії використовують зміну швидкості звуку чи величини поглинання звуку залежно від тиску газу.
Механічні реле тиску теплового принципу дії використовують залежність тиску від теплопровідності газу та пов'язаної з нею температури та, отже, опору нитки або термістора, включених до ланцюга електричного реле. В іншому варіанті використовується термопара, температура гарячого спаю якої залежить від теплопровідності газу, що визначається його тиском.
Механічні реле тиску можуть бути засновані на зміні ступеня йонізації газу між двома електродами. Йонізація газу викликається електронами, що вилітають із катода, що розжарюється струмом або джерелом випромінювання радіоактивних частинок.